# Real Girls Project

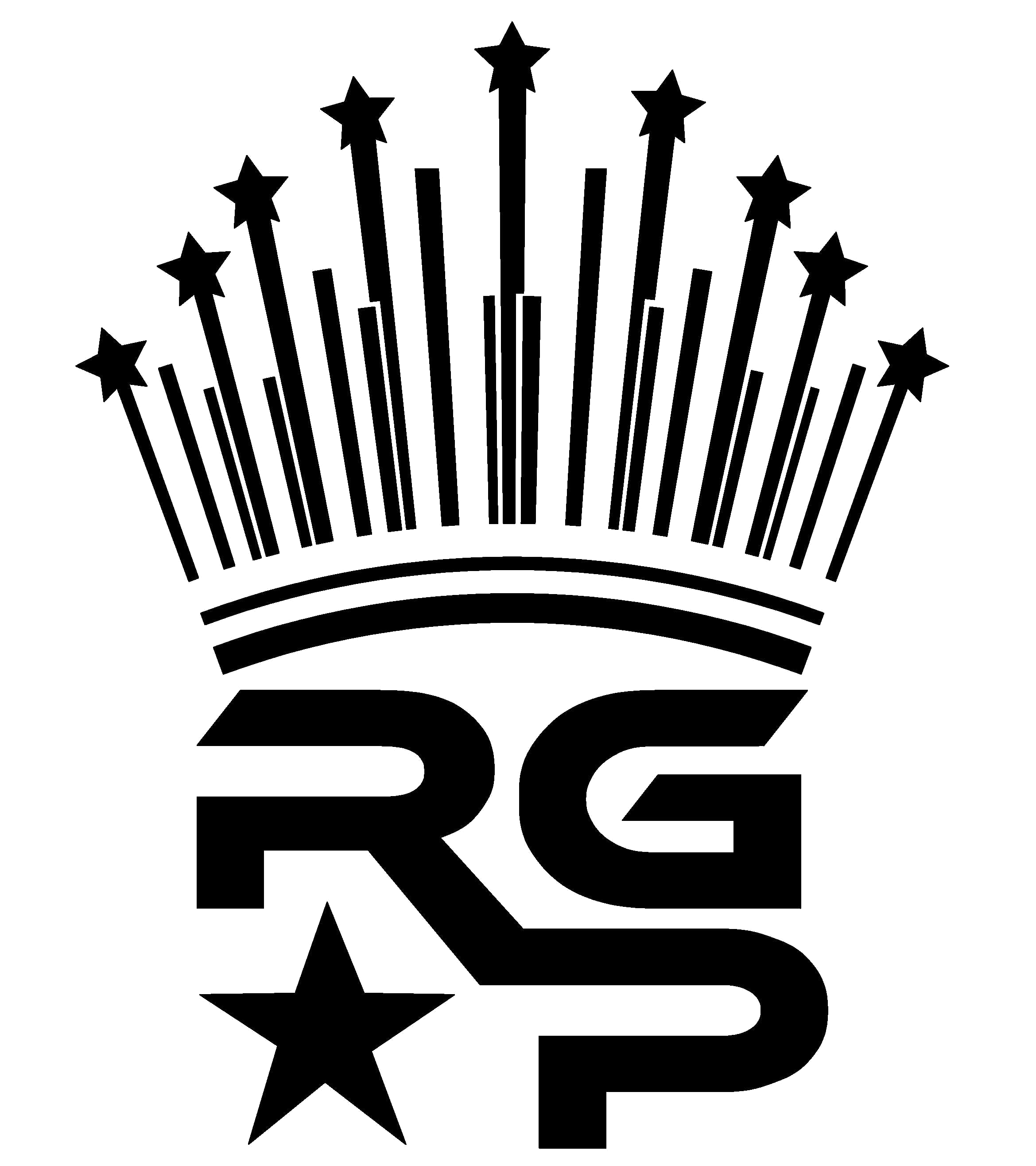
RealGirlsProjectのロゴ

Real Girls Project（リアルガールズプロジェクト、R.G.P）は、ドラマ「THE IDOLM@STER.KR」に登場する架空の10人組ガールズアイドルグループ、およびそれを演じる実在の10人組ガールズアイドルグループ。「THE IDOLM@STER.KR」制作のためのオーディションにより韓国、日本、タイ出身のメンバーが選抜され、2016年8月25日に韓国で「Dream」でデビューした。グループ名は「ドラマから現実（リアル）に」という意味が込められており、ドラマ終了後も、Real Girls Projectとして活動を継続していた。
日本では、2017年4月7日にドラマのオリジナル・サウンドトラック「THE IDOLM＠STER.KR MUSIC Episode1」でデビュー。

## 来歴
2016年
- 8月25日、韓国ソウル市のイルチアートホールにて行われた「THE IDOLM@STER.KR」のメディア発表会において、Real Girls Projectによる、「Dream」「One For All」のパフォーマンスが披露された。このイベント時はジスルとハナビョルの交代前のためハナビョルが参加している。[2]
- 10月13日、韓国公式ページにて、ハナビョルが足の負傷のため降板。代わりにジスルが出演する事となったと発表された。[3]
- 12月17日、「第2回韓日文化キャラバン ～平昌・長野の冬～」へ参加するため、初来日。

2017年
- 3月31日、韓国で、ユニットB-Sideとして「THE iDOLM＠STER」の韓国語バージョンを発売。[4]
- 4月7日、ZEPPダイバーシティ東京にて「THE IDOLM@STER.KR 1st ST@GE in Japan」を開催され、同日「THE IDOLM＠STER.KR MUSIC Episode1」が発売された。同イベントではドラマで使用するライブシーンの撮影が行われ、PVでも使用された。[5]
- 7月25日、「THE IDOLM＠STER.KR MUSIC Episode2」が発売。
- 8月16日、「THE IDOLM＠STER.KR MUSIC Episode3」と「THE IDOLM＠STER.KR MUSIC Episode4」が発売。
- 8月20日、SELENE b2にて「THE IDOLM@STER.KR 2nd ST＠GE in Japan」を開催。
- 10月29日、「THE IDOLM＠STER.KR MUSIC Episode5」が発売。
- 11月3日、TSUTAYA O-EASTで、 「THE IDOLM@STER.KR」ドラマ最終回記念ファンミーティング「NOT END … BUT AND !!」が開催。
- 12月21日 韓国で、「THE IDOLM＠STER.KR」OSTコンプリートアルバム「One For All」が発売。[6]

2018年
- 4月28日、VliveのMole公式チャンネルでドラマ配信開始一周年企画「R.G.P 1st Anniversary Reunion」を配信。スジ以外のメンバーが参加した。[7]
- 4月28日、ニコニコ生放送の公式チャンネルで「「アイマス.KR」1周年記念　ニコニコ鑑賞会!」を配信。ソリ、ユキカ、ジウォンが参加した。
- 5月16日、SHINJUKU BLAZEで「「アイドルマスター.KR」TV初放送記念！スペシャルファンミーティング」を開催。

### 個人活動
- SoRiの詳細については、SoRiを参照。
- ユキカの詳細については、寺本來可を参照。

2017年
- 12月31日、（ヨンジュ）妹のジョンジュとのデュオユニット「dewsisters」の活動開始。Instagramで公式アカウントを開設した。[8]

2018年
- 3月31日、(ユキカ）デスティニーチャイルドのYoutube公式チャンネルにてユキカが歌う「だよねだよね」の映像が公表された。[9]
- 5月11日、(ヨンジュ）YouTubeで、dewsistersとして「듀자매 dewsisters」を配信開始。
- 5月18日、（スジ）UNI.Tとして正式デビュー。[10][注釈 2]
- 8月1日、(ソリ）ソロデビューに向け、Makestarにてソロデビュープロジェクトが開始。[11]
- 7月24日、(ジウォン）RealGirlsProject公式YouTubeチャンネル内で、「Diary of Dionysus」を配信開始。
- 9月4日、(ソリ）デビューシングル「Touch」を韓国で発売。

2019年
- 2月10日、（スジ）SoRiの単独ファンミーティング「SoRiNation in JAPAN」と共同ダンスイベント「SoRi×MIKUNANA  We're Ready！'」にゲスト出演[12]。

## メンバー
| 役名     | 画像 | プロフィール | イメージカラー   |
| -------- | ---- | --- | ---------------- |
| スジ     |      | - 本名：イ・スジ（이수지 、Lee Su ji） - 生年月日：1998年3月20日（27歳） - 趣味：映画鑑賞、音楽鑑賞、バドミントン - 特技：ダンス、ランニング - 元THE ARK メンバー、元UNI.T メンバー                     | ライトパープル   |
| イェウン |      | - 本名：イ・イェウン （이예은 、Lee Ye Eun） - 生年月日：1996年1月23日（29歳） - 趣味：読書、ギター演奏 - 特技：ダンス、歌、運動(体力作り)                                                              | ライトグリーン   |
| ジスル   |      | - 本名：チャ・ジスル （차지슬 、Cha Ji Seul） - 愛称：寺本菫 - 生年月日：1997年6月3日（27歳） - 趣味：映画鑑賞、音楽鑑賞、お菓子作り - 特技：ストリートダンス、現代舞踊 - ユニット：B-Side              | ディープパープル |
| ミント   |      | - 本名：ミント （กุญช์ภัสส์ พรปวีณ์วรกุล 、Kunpat Phonpawiworakun） - 生年月日：1994年6月23日（30歳） - 趣味：ウェイクボード、スケートボード、スノーボード - 特技：Dancing - 元Tiny-G メンバー                 | ミントグリーン   |
| ハソ     |      | - 本名：クォン・ハソ（권하서 、Kwon Ha Seo） - 生年月日：1994年1月14日（31歳） - 趣味：漫画を読むこと、ウォーキング、和菓子作り - 特技：韓国舞踊、バリスタ - F.W.S メンバー                             | ブルー           |
| ヨンジュ |      | - 本名：ホ・ヨンジュ（허영주 、Hur Youngjoo） - 生年月日：1992年3月21日（33歳） - 趣味：作詞作曲、哲学の勉強、読書 - 特技：作曲 - 元The SeeYa メンバー、dewsisters メンバー                             | レッド           |
| ジェイン |      | - 本名：チョン･ジェイン（천재인 、Chun Jane） - 生年月日：1999年11月23日（25歳） - 趣味：読書、日本語の勉強、映画鑑賞 - 特技：絵を描くこと - 元The Ark メンバー                                         | イエロー         |
| ソリ     |      | - 本名：キム・ソリ（김소리 、Kim Sori） - 生年月日：1990年7月21日（34歳） - 趣味：映画鑑賞、アニメ鑑賞 - 特技：ダンス、チアリーディング、日本語 - ユニット：B-Side - ココソリ メンバー                  | コーラルピンク   |
| ユキカ   |      | - 本名：寺本來可（테라모토 유키카 、Teramoto Yukika） - 愛称：キカ、KIKA - 生年月日：1993年2月16日（32歳） - 趣味：歌、ギター、旅行 - 特技：フルート、バトントワリング、演技、韓国語 - ユニット：B-Side | オレンジ         |
| ジウォン |      | - 本名：イ･ジウォン（이지원 、Lee Jeewon） - 愛称：しずくちゃん、寺本雫 - 生年月日：1994年3月23日（31歳） - 趣味：映画鑑賞、読書、公演鑑賞 - 特技：ピアノ、ダンス、歌 - ユニット：B-Side                | ピンク           |

## ユニット

### B-Side
Real Girls Project内のミニユニット。ソリ、ジウォン、ユキカ、イェウン、ジスルで構成される。「THE IDOLM@STER 韓国語ver.」をリリースし、韓国のTV番組に出演した。
ユニット名の由来はレコードのB面と、英語のbrightから。個性が出る、より明るいメンバーという事で５人が選抜された。

## ディスコグラフィー

### 日本
THE IDOLM@STER.KR MUSIC
発売はインタラクティブメディアミックス。ドラマで使用された楽曲が収録されている。全5枚。

### 韓国
THE IDOLM@STER.KR OST
韓国で発売されたTHE IDOLM@STER.KRオリジナル・サウンドトラック。デジタル配信されたPart.1〜4の他、CDで「THE IDOLM@STER.KR OST-One For All」が発売された。

#### PINGPONG GAME
「PINGPONG GAME」は韓国でデジタル配信した、Real Girls Projectシングル。日本未発売。
収録曲
1. PINGPONG GAME
歌：Real Girls Project[メンバー 1]
作詞・作曲・編曲：仮面ライダー

## ミュージックビデオ
Real Girls Project - YouTubeチャンネル
THE IDOLM@STER_KR_OFFICIAL - YouTubeチャンネル
| 年     | M/V                       | Dance Practice Video |
| ------ | ------------------------- | -------------------- |
| 2016年 | - 꿈을 Dream              | -                    |
| 2017年 | - THE IDOLM@STER          | - THE IDOLM@STER     |
| 2017年 | - PINGPONG GAME           | -                    |
| 2017年 | - One For All(VR)         | -                    |
| 2017年 | - The world is all one !! | -                    |
| 2017年 | - Not End... But And!!    | -                    |

## ライブイベント
| 公演年 | 形態       | タイトル                                                                        | 公演日・会場                                                   | 出演者 | 出典   |
| ------ | ---------- | ------------------------------------------------------------------------------- | -------------------------------------------------------------- | --- | ------ |
| 2016年 | ゲスト出演 | 第2回韓日文化キャラバン ～平昌・長野の冬～                                      | 12月17日 メルパルク長野 イベントホール（長野県）               | Real Girls Project（R.G.P)メンバー：スジ、イエゥン、ミント、ハソ、ジスル、ヨンジュ、ジェイン、ソリ、ユキカ、ジウォン                                | [ 18 ] |
| 2017年 | 単独ライブ | THE IDOLM@STER.KR 1st ST＠GE in Japan                                           | 4月7日 ZEPPダイバーシティ東京 (東京都)                         | Real Girls Project（R.G.P)メンバー：スジ、イエゥン、ミント、ハソ、ジスル、ヨンジュ、ジェイン、ソリ、ユキカ、ジウォン                                | [ 19 ] |
| 2017年 | 単独ライブ | THE IDOLM@STER.KR Real Girls Project 1st Fan Meeting                            | 7月30日 プラットフォーム倉洞61 Red Box (韓国ソウル特別市)      | Real Girls Project（R.G.P)メンバー：スジ、イエゥン、ミント、ハソ、ジスル、ヨンジュ、ジェイン、ソリ、ユキカ、ジウォン                                | [ 16 ] |
| 2017年 | 単独ライブ | THE IDOLM@STER.KR 2nd ST＠GE in Japan                                           | 8月20日 SELENE b2 (東京都)                                     | Real Girls Project（R.G.P)メンバー：スジ、イエゥン、ミント、ハソ、ジスル、ヨンジュ、ジェイン、ソリ、ユキカ、ジウォン                                | [ 20 ] |
| 2017年 | 単独ライブ | 「THE IDOLM@STER.KR」ドラマ最終回記念ファンミーティング「NOT END … BUT AND !!」 | 11月3日 TSUTAYA O-EAST (東京都)                                | Real Girls Project（R.G.P)メンバー：イェウン、ジウォン、ジスル、ソリ、ユキカ、ヨンジュ、ジェイン スペシャルメンバー：ココ、ジョンジュ               | [ 21 ] |
| 2017年 | 単独ライブ | THE IDOLM@STER.KR Real Girls Project 2nd FAN MEETING〈NOT END...BUT AND !!〉    | 11月11日 イルジアートホール(ILCHI ART HALL) (韓国ソウル特別市) | Real Girls Project（R.G.P)メンバー：スジ、イエゥン、ミント、ハソ、ジスル、ヨンジュ、ジェイン、ソリ、ユキカ、ジウォン スペシャルメンバー：ジョンジュ | [ 22 ] |
| 2018年 | 単独ライブ | 「アイドルマスター.KR」TV初放送記念！スペシャルファンミーティング               | 5月16日 SHINJUKU BLAZE (東京都)                                | Real Girls Project（R.G.P)メンバー：ソリ、ユキカ、ジウォン、スジ、ハソ                                                                              | [ 23 ] |

## リリースイベント
| 開催年 | CD                                 | 開催日          | 会場                                                                      | 出演者 | 出典          |
| ------ | ---------------------------------- | --------------- | ------------------------------------------------------------------------- | --- | ------------- |
| 2017年 | THE IDOLM@STER.KR MUSIC Episode1   | 4月8日:2回開催  | AKIHABARAゲーマーズ本店 6F（東京都）                                      | Real Girls Project（R.G.P)メンバー：スジ、イエゥン、ミント、ハソ、ジスル、ヨンジュ、ジェイン、ソリ、ユキカ、ジウォン                  | [ 24 ]        |
| 2017年 | THE IDOLM@STER.KR MUSIC Episode1   | 4月8日:3回開催  | TOWER RECORDS 渋谷店 B1 CUTUP STUDIO（東京都）                            | Real Girls Project（R.G.P)メンバー：スジ、イエゥン、ミント、ハソ、ジスル、ヨンジュ、ジェイン、ソリ、ユキカ、ジウォン                  | [ 25 ]        |
| 2017年 | THE IDOLM@STER.KR MUSIC Episode2   | 7月26日:2回開催 | TOWERminiダイバーシティ東京 プラザ店 2Fフェスティバル広場(屋外)（東京都） | Real Girls Project（R.G.P)メンバー：イェウン、ソリ、ユキカ                                                                            | [ 26 ]        |
| 2017年 | THE IDOLM@STER.KR MUSIC Episode3&4 | 8月16日:1回開催 | ニコニコ本社（池袋）B2階（東京都）                                        | Real Girls Project（R.G.P)メンバー：イェウン、ジウォン、スジ、ソリ、ユキカ                                                            | [ 27 ] [ 28 ] |
| 2017年 | THE IDOLM@STER.KR MUSIC Episode3&4 | 8月17日:2回開催 | HMV&BOOKS TOKYO 7階イベントスペース（東京都）                             | Real Girls Project（R.G.P)メンバー：イェウン、ジウォン、スジ、ソリ、ユキカ                                                            | [ 27 ]        |
| 2017年 | THE IDOLM@STER.KR MUSIC Episode3&4 | 8月18日:2回開催 | イオンモール幕張新都心グランドモール1F グランドスクエア（千葉県）         | Real Girls Project（R.G.P)メンバー：スジ、イエゥン、ミント、ハソ、ジスル、ヨンジュ、ジェイン、ソリ、ユキカ、ジウォン                  | [ 27 ]        |
| 2017年 | THE IDOLM@STER.KR MUSIC Episode5   | 11月2日:2回開催 | 池袋Space emo（東京都）                                                   | Real Girls Project（R.G.P)メンバー：イェウン、ヨンジュ、ジェイン、ソリ、ジウォン、ジスル、ユキカ スペシャルメンバー：ココ、ジョンジュ | [ 29 ]        |

## トークイベント
- 2017年7月25日〜27日「アイドルマスター.KR」ドラマ上映＆トークイベント （ ユナイテッドシネマお台場、イェウン、ソリ、ユキカ）[30]

## 出演

### ドラマ
THE IDOLM@STER.KR

### テレビ番組
| 放映日         | 放送局     | 番組名                                | 出演者   | 出典              |
| -------------- | ---------- | ------------------------------------- | -------- | ----------------- |
| 2017年11月27日 | 日本テレビ | スッキリ                              | ジェイン | [ 31 ]            |
| 2018年6月20日  | DATV       | メイキング・オブ・アイドルマスター.KR | ジェイン | [ 32 ] [ 注釈 6 ] |

### ラジオ番組
| 放送日        | 放送局   | 番組名          | 出演者                             | 出典   |
| ------------- | -------- | --------------- | ---------------------------------- | ------ |
| 2017年5月26日 | cross fm | K-story 第131回 | ソリ、ユキカ、ハソ、スジ、ジウォン | [ 33 ] |

### ネット配信番組
| 配信日        | 配信局                            | 番組名           | 出演者                                                                 | 出典              |
| ------------- | --------------------------------- | ---------------- | ---------------------------------------------------------------------- | ----------------- |
| 2017年4月8日  | TOWER REVOLVE PROJECT（タワレボ） | K-POP LOVERS! TV | スジ、ソリ、ユキカ、ミント、ジウォン、ヨンジュ、ジスル、イェウン、ハソ | [ 34 ]            |
| 2018年5月24日 | Live Shop!                        | 韓流ラボ         | ソリ、ジウォン、ハソ、ユキカ                                           | [ 35 ] [ 注釈 7 ] |

## 活動
- 2017年12月「Sony Style（韓国）」-ジウォン、ジスル[36]
- 2018年5月9日 国際コンテンツマーケット BCM 開幕式 BEXCO釜山国際展示場 (韓国釜山)  -ソリ、ユキカ、ジウォン、ハソ[注釈 8]
- 2018年5月18日 韓国情報マガジン「はんぐるり」表紙・特集[37]
- 2018年6月9日 일본인도 모르는 일본여행（日本人も知らない日本旅行） ChannelJ（韓国） 　全4回 - ユキカ、ジウォン[38]